# Thymus cimicinus
Thymus cimicinus — вид рослин родини глухокропивові (Lamiaceae), ендемік південно-європейська Росії.

## Опис
Літньо-зимовозелений напівкущик з безплідними повзучими пагонами, від яких піднімаються вгору квіткові гілочки 3–12(15) см заввишки. Стеблові листки короткочерешкові, широколанцетні або лопатчаті. Квітне в липні-серпні. Розмножується насінням і вегетативно повзучими пагонами.

## Поширення
Ендемік південно-європейська Росії.
Вид зростає у лісостеповій та степовій зонах південного сходу європейської Росії і південного Уралу.